# 德里斯科爾島
德里斯科爾島（英語：Driscoll Island）是南極洲的島嶼，位於瑪麗伯德地，處於布洛克灣，長26公里，根據美國探險隊在1929年12月5日拍攝的空中照片繪入地圖，現時由南極條約體系管理。